# Wilhelm Wagenfeld Schule
Die Wilhelm Wagenfeld Schule in Bremen-Huchting ist eine berufsbildende Schule für Kunst, Design und Medien. Sie umfasst berufsbildende Vollzeit- und Teilzeitbildungsgänge. Die Berufsschule in der Wilhelm Wagenfeld Schule bildet im dualen System aus. Darüber hinaus gibt es das Berufliche Gymnasium und die Fachoberschule. Innerhalb der Ausbildungsvorbereitung gibt es die Werkstufe, die Werkschule, Sprachförder- und Praktikumsklassen. Die Schule ist nach dem in Bremen geborenen Bauhausschüler Wilhelm Wagenfeld benannt, dessen Name auch für das Programm und die Ziele der Schule steht.

## Leitbild
An der Schule wird eine lebendige und vielfältige Lernumgebung geschaffen, in der Diversität aktiv gelebt wird. Es wird Wert auf eine wertschätzende und inklusive Atmosphäre gelegt, die individuelle Förderung ermöglicht und ein tolerantes Miteinander stärkt.
Teamarbeit und gegenseitige Unterstützung stehen im Mittelpunkt des schulischen Miteinanders. Kooperation, Offenheit und Respekt werden gefördert, während durch regelmäßigen Austausch Transparenz und eine enge Zusammenarbeit zwischen den Lehrkräften sichergestellt werden.
Eigenverantwortung und Engagement gelten als zentrale Prinzipien der Bildungsarbeit. Schülerinnen und Schüler werden dazu befähigt, selbstständig zu arbeiten, und gleichzeitig dazu ermutigt, Verantwortung für ihren Lernprozess zu übernehmen.
Durch eine inklusive und praxisorientierte Ausrichtung werden Lernende auf ihrem individuellen Bildungsweg begleitet. Fach- und Sozialkompetenzen werden gezielt gestärkt, betriebliche Realitäten frühzeitig vermittelt und pädagogische Freiräume geschaffen, um ganzheitliches Lernen zu ermöglichen.
Der Unterricht wird durch kontinuierliche Fortbildungen stetig weiterentwickelt. Individuelle Kompetenzen der Lehrkräfte fließen aktiv in den Bildungsprozess ein, um eine hohe Qualität des Lehrens und Lernens zu gewährleisten.
Eine prozess- und zielorientierte Arbeitsweise sorgt dafür, dass Bildungsprozesse kontinuierlich weiterentwickelt werden. Raum für Ideen und Visionen wird geschaffen, um neue Perspektiven zu eröffnen und eine innovative sowie nachhaltige Schulentwicklung zu ermöglichen.
Innerhalb der Schule gibt es verschiedene Ansätze zu ihrer grundsätzlichen Ausrichtung, während das Leitbild die Schule nach außen repräsentiert.

## Einrichtungen

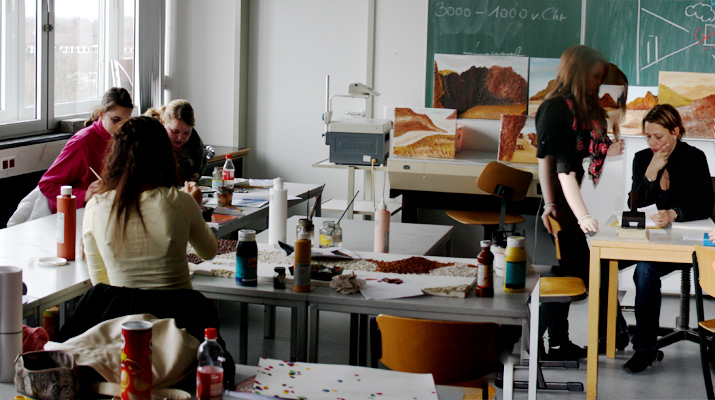
Werkstatt: Malerei

Die Schule verfügt über Computerlabore sowie über Werkstätten, die in Anlehnung an die Ausbildung am Staatlichen Bauhaus eingeführt wurden. In den Werkstätten werden Fächer wie Siebdruck, Fotografie, Buchgestaltung, Malerei, Animation, Video oder Druckgrafik angeboten. Die Computerlabore sind z. T. mit den Werkstätten verbunden (z. B. Video, Animation, Buchgestaltung) oder Teil anderer Unterrichtsangebote wie Multimedia oder im Ausbildungsbereich der Mediengestalter:innen angesiedelt.

## Abteilungen

### Vollzeitbildungsgänge

#### Berufliches Gymnasium für Gestaltung und Multimedia
Das Berufliche Gymnasium für Gestaltung und Multimedia führt zur allgemeinen Hochschulreife (Abitur). Das Berufliche Gymnasium bietet eine Vorbereitung auf Studiengänge und Berufsausbildungen in den Bereichen Gestaltung und Multimedia. Der Unterricht wird überwiegend im Klassenverband organisiert. Fachübergreifende Lernformen sind Bestandteil des Unterrichts.

#### Fachoberschule für Gestaltung
Die Fachoberschule (FOS) ist ein zweijähriger Bildungsgang und führt zur Fachhochschulreife. Die Bewerbung setzt den Mittleren Schulabschluss voraus. Ein einjähriger Durchlauf der Schule setzt zusätzlich eine abgeschlossene einschlägige Berufsausbildung voraus. Das Projektmanagement als integrierter Bestandteil der Beschulung setzt auf selbstorganisierte und selbstverantwortliche Lernformen.
Der Schwerpunkt der Schule umfasst in der Ausbildung alle Arten der bildnerischen Gestaltung, ob analog auf dem Papier oder digital auf dem Bildschirm, mit der Kamera, als freie Komposition oder als angewandte Grafik für visuelle Botschaften. Auch alles Dinghafte und Materialbezogene, ob als freie Plastik in Ton oder Metall oder als funktionales Produkt, z. B. als Wohnentwurf oder textiles Objekt, gehört zu dem, was an der Schule gestaltet wird.
Der interne Ansatz der Fachoberschule war immer auch im Manifest von Walter Gropius verankert, die Architektur als Gesamtkunstwerk mit den anderen Künsten zu verbinden. Gropius fordert die Disziplinen dazu auf, sich zunächst handwerklich zu bilden: „Architekten, Bildhauer, Maler, wir alle müssen zum Handwerk zurück! […] Der Künstler ist eine Steigerung des Handwerkers.“ Dieser Grundgedanke soll die gestalterische Leitlinie des Unterrichts in den Werkstätten der Schule sein. Die Wilhelm Wagenfeld Schule lässt sich aus pädagogischer Sicht von selbstorganisierten und selbstverantwortlichen Unterrichtsverfahren leiten.

#### Werkschule
Seit dem Schuljahr 2010/11 gibt es an der Wilhelm Wagenfeld Schule die Werkschule Huchting. Unter dem Schwerpunkt „personenbezogene Dienstleistungen“ sind die drei Bereiche Mediengestaltung, Körperpflege und Mode/Textil vereint. Im Mittelpunkt steht dabei immer die Gestaltung.
In den drei Jahren an der Werkschule lernen die Schülerinnen und Schüler alle drei Berufsbereiche kennen. Die Schülerinnen und Schüler arbeiten dabei in Projekten und stellen Produkte her. Sie lernen im Team zu arbeiten und mit Kunden kompetent umzugehen.
Die Schülerinnen und Schüler stellen so z. B. Pflegeprodukte her, fertigen textile Verpackungen für diese an und designen die Etiketten. Anschließend werden die Produkte verkauft. Es werden Make-up und Frisuren sowie Kleidung und textile Produkte hergestellt und verändert. Verschiedenste Gegenstände werden am PC und mit der Hand in unterschiedlichen Techniken gestaltet.

### Teilzeitbildungsgänge
Die Berufsschule in der Wilhelm Wagenfeld Schule bildet im dualen System (Ausbildungsbetrieb/Schule) in folgenden Fachbereichen in den jeweils aufgeführten Bildungsgängen aus:

#### Medien
- Mediengestalter/in Digital und Print
- Mediengestalter/in für Bild und Ton
- Fotograf/in

#### Körperpflege
- Friseur/in

#### Bekleidung
- Änderungsschneider/in
- Maßschneider/in

Für alle dualen Bildungsgänge gilt, dass ein gültiger Ausbildungsvertrag die Voraussetzung für den Schulbesuch ist. Unterrichtet wird in Lernfeldern, welche in den Rahmenplänen der KMK festgelegt sind. Die Beschulung orientiert sich an der Praxis der jeweiligen Berufsbilder und wird durch selbstorganisierte Lernprozesse pädagogisch gestützt.